# Chris Pyne
Norman Christopher "Chris" Pyne (Bridlington, 14 februari 1939 – Londen 12 april 1995) was een  Brits trombonist. Hij begon echter achter de piano door lessen van zijn vader. Zijn broer was pianist Mick Pyne.
Begin jaren zestig was deze autodidact op het blaasinstrument lid van de Royal Air Force-band. Binnen de beroepsmatige muziekwereld dook zijn naam voor het eerst op bij het album Red hot from Alex van Alexis Korner uit 1964. Hij speelde toen ook bij Fat John Cos (1963), Alexis Korner (1964-1965), John Stevens, Spontaneous Music Ensemble (1965-1966), London Jazz Orchestra en bij Humphrey Lyttelton. Vervolgens zat hij in bands rondom John Dankworth, Ronnie Scott, Stan Tracey, Mike Gibbs en Frank Sinatra. Daarnaast speelde hij in het sextet van pianist John Taylor. Hij werkte ook samen met Kenny Wheeler, John Surman, Philly Joe Jones, Maynard Ferguson, Tony Coe, Bobby Lamb & Ray Premru, Ronnie Ross, Barbara Thompson en Norma Winstone. Zijn naam werd tevens vermeld bij opnamesessies van Ella Fitzgerald, Dizzy Gillespie, Tony Bennett en Sarah Vaughan.

## Discografie
- 1964: Alexis Korner: Red hot from Alex
- 1966: Alexis Korner; Sky high
- 1968: Philly Joe Jones: Mo’ Joe
- 1969: Kenny Wheeler: Windmill titter: Story of Don Quixote
- 1969: John Surman: How many clouds can you see?
- 1969: Manfred Mann: Chapter Three, Volume I
- 1970: Maynard Ferguson: MF, volume I
- 1970: Top Topham: Ascension heights
- 1971: John Stevens: Source from and towards
- 1971: Mike Gibbs: Tangewood ‘63
- 1971: Mike Maran: Fair warning
- 1972: Mike McGear: Woman
- 1972: Curved Air: Phantasmagoria
- 1972: Maynard Ferguson: MF, volume II en III
- 1972: Mike Gibbs: Just ahead
- 1972: Alexis Korner: Bootleg him!
- 1973: Peter Sinfield: Still
- 1973; Kenny Wheeler: Song for someone
- 1973: Caravan: For Girls Who Grow Plump in the Night
- 1974: Alan Price: Metropolitan man
- 1974: Elf: L.A./59
- 1974: Nektar: Down to earth
- 1974: Bryan Ferry: Another time, another place
- 1975: Alan Price: Performing place
- 1975: Mike Gibbs: Only chrom-Waterfall Orchestra
- 1975: Phil Woods: Floresta canto
- 1976: Gordon Giltrap: Visionary
- 1976: Goodies: Nothing to do with us
- 1977: Gordon Giltrap: Perilous journey
- 1977: Albert Finney: Albert Finney’s album
- 1979: Jane Aire & The Belvederes: idem
- 1981: Rollercoaster: Wonderin’ (een album van Soft Machineleden Karl Jenkins, Mike Ratledge met Dick Morrissey en broer Mick Pyne met muziek van Stevie Wonder)
- 1981: Georgie Fame: In Hoagland
- 1983: Jon Anderson: Animation
- 1984: Loudon Wainwright III: I’m alright
- 1984: Paul McCartney: Give my regards to Broad Street
- 1985: Elton John: Ice on Fire
- 1986: Charlie Watts Orchestra: Live at Fulham Town hall
- 1986: Everything But the Girl: Baby, the stars shine bright
- 1988: Sam Brown: Stop!
- 1989: Jack Sharpe: Roarin’
- 1990: Kenny Wheeler: Music for large and small ensembles
- 1990: Kenny Wheeler; Kayak
- 1992: John Surman: Brass project

- Bibliothèque nationale de France: cb139403254 (data)
- Gemeinsame Normdatei: 134578597
- International Standard Name Identifier: 0000 0000 5519 6611
- Library of Congress Control Number: n93048234
- MusicBrainz: 5a81dfb0-cf2e-4aa7-af4b-72cce1774e0e
- Virtual International Authority File: 76504796
- WorldCat: E39PBJkp7gFqM9VRp3JPygJMT3